# جعرور بالسي
جعرور بالسي (الاسم العلمي: Gerrhosaurus bulsi) هو نوع من الزواحف يتبع جنس الجعرور من فصيلة الجعروريات.